# East Porterville
East Porterville es un lugar designado por el censo del condado de Tulare, California, Estados Unidos. Según el censo de 2020, tiene una población de 5549 habitantes.
En los Estados Unidos, un lugar designado por el censo (traducción literal de la frase en inglés census-designated place, CDP) es una concentración de población identificada por la Oficina del Censo exclusivamente para fines estadísticos.
En este caso se trata, a todos los efectos prácticos, de un barrio de la ciudad de Porterville, aunque desde el punto de vista administrativo la zona depende directamente del condado.

## Geografía
Está ubicado en las coordenadas 36°03′29″N 118°58′30″O / 36.05806, -118.97500 (36.058155, -118.974892). Según la Oficina del Censo, tiene una superficie de 5.50 km², correspondientes en su totalidad a tierra firme.

## Demografía
Según la estimación 2018-2022 de la Oficina del Censo, los ingresos medios de los hogares son de $31,816 y los ingresos medios de las familias son de $35,606. Los ingresos per cápita en los últimos doce meses, medidos en dólares de 2022, son de $12,588. Alrededor del 41.8% de la población está por debajo de la línea de pobreza.